# Zym
Zym (serb. Зјум Опољски, Zjum Opoljski) – wieś w Kosowie, w regionie Prizren, w gminie Dragaš. W 2011 roku liczyła 585 mieszkańców. 